# Inverzna funkcija
Inverzna funkcija (kratko tudi inverz) je v matematiki funkcija, ki deluje obratno kot dana funkcija {\displaystyle f}. Inverz funkcije {\displaystyle f} označimo {\displaystyle f^{-1}}.
Funkcija {\displaystyle f:{A\to B}} ima inverz samo, če je bijektivna. V tem primeru je inverzna funkcija {\displaystyle f^{-1}:{B\to A}}, ki je tudi bijektivna. Če funkcija {\displaystyle f} preslika element {\displaystyle x} v {\displaystyle y}, potem inverzna funkcija {\displaystyle f^{-1}} preslikava {\displaystyle y} v {\displaystyle x}.
{\displaystyle f(x)=y\iff x=f^{-1}(y)}
Zgledi: 
- funkcija, ki deluje obratno kot prištevanje 3, je odštevanje 3:

{\displaystyle f(x)=x+3\iff f^{-1}(x)=x-3}
- funkcija, ki deluje obratno kot množenje s 3, je deljenje s 3:

{\displaystyle f(x)=3x\iff f^{-1}(x)={\frac {x}{3}}}
- funkcija, ki deluje obratno kot potenciranje na 3, je tretji koren:

{\displaystyle f(x)=x^{3}\iff f^{-1}(x)={\sqrt[{3}]{x}}}
Če izračunamo kompozitum funkcije {\displaystyle f} in njenega inverza (v poljubnem vrstnem redu), dobimo identično funkcijo:
{\displaystyle f\circ f^{-1}=id}
{\displaystyle f^{-1}\circ f=id}
Oziroma drugače zapisano:
{\displaystyle f(f^{-1}(x))=x\,}
{\displaystyle f^{-1}(f(x))=x\,}

## Delni inverz
Če funkcija {\displaystyle f:{A\to B}} ni bijektivna, inverz ne obstaja. V takem primeru pogosto množici zožimo (nadomestimo s podmnožicama {\displaystyle A_{1}} in {\displaystyle B_{1}}) tako, da je dobljena funkcija {\displaystyle f:{A_{1}\to B_{1}}} bijektivna. Dobljena funkcija ima inverz, vendar samo v okviru zoženih množic {\displaystyle A_{1}} in {\displaystyle B_{1}}. Tak inverz imenujemo delni inverz.
Zgled:
Funkcija {\displaystyle f(x)=x^{2}} ni bijektivna funkcija {\displaystyle f:\mathbb {R} \to \mathbb {R} } in zato nima inverza. Če se omejimo samo na nenegativna števila, pa ugotovimo, da je ta ista funkcija bijektivna kot funkcija {\displaystyle f:\mathbb {R} _{0}^{+}\to \mathbb {R} _{0}^{+}}. V tem smislu obstaja tudi inverz, ki je enak {\displaystyle f^{-1}(x)={\sqrt {x}}}.